# Hans Drescher

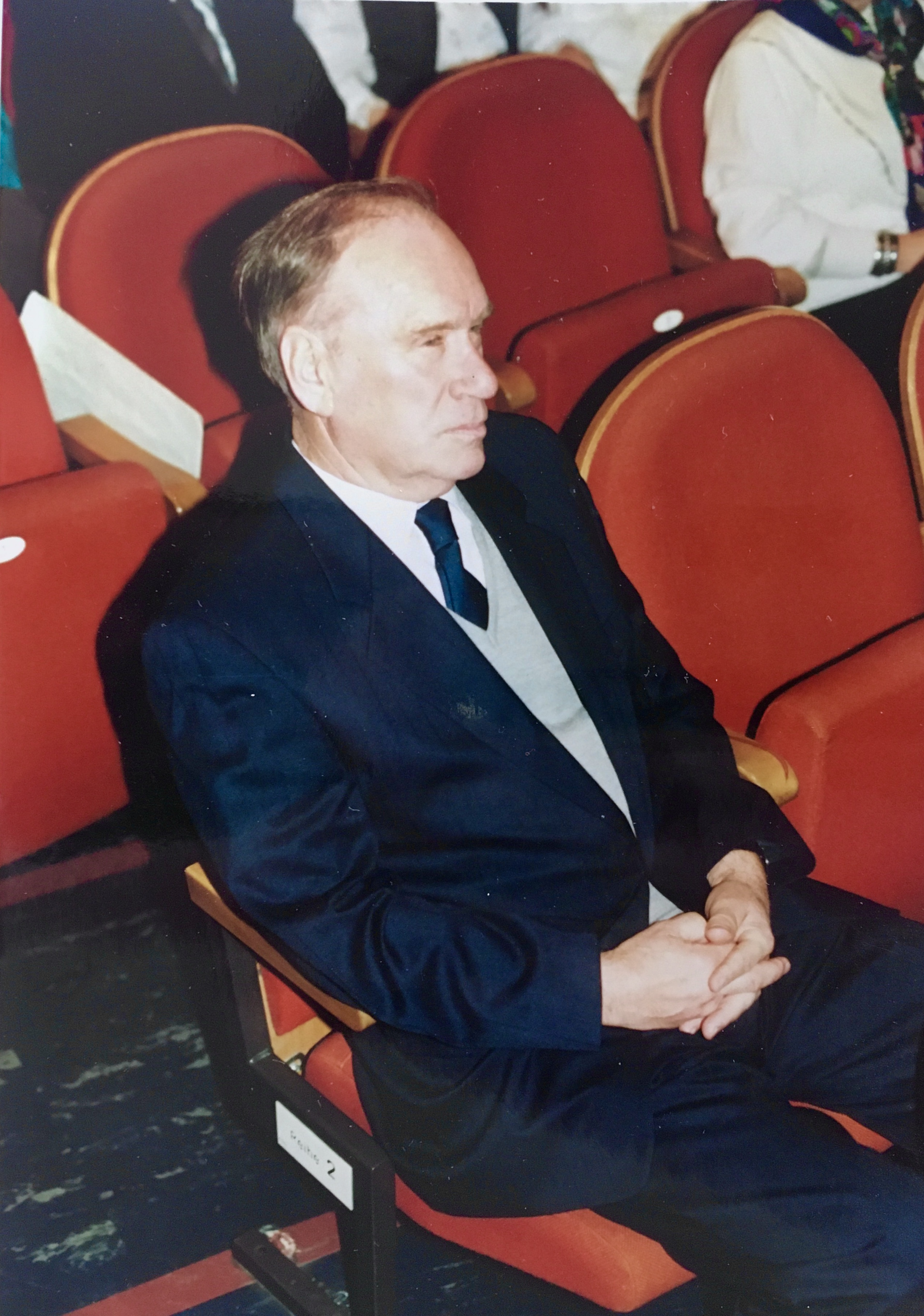
Hans Drescher / Harburg 1994

Hans Drescher (* 18. Dezember 1923 in Harburg; † 11. Februar 2019 in Vallendar) war ein deutscher Experte für historische Metallurgie.

## Biografie
Hans Drescher wurde 1923 als ältester Sohn des Metalldrehers Wilhelm Drescher und seiner Frau Meta-Marie, geborene Hagedorn, in Hamburg-Eißendorf geboren.
Er war gelernter Maschinenbauer und Zimmermann, Ingenieur im Hochbau, Architekt sowie von 1954 bis 1978 Mitarbeiter des Helms-Museums in Hamburg.
Er war ein anerkannter Experte für frühmittelalterlichen Glockenguss. Unter anderem sorgte er für den Nachguss und die Rekonstruktion von zwei Glocken aus dem 11. Jahrhundert, deren Gussgrube 1986 auf dem Hamburger Domplatz vom Helms-Museum ausgegraben wurde.
1968 erhielt er die Brüder-Grimm-Medaille der Akademie der Wissenschaften zu Göttingen „für seine metalltechnischen Arbeiten zur Handelsgeschichte der römischen Eisenzeit und für die Überprüfung der absoluten Chronologie dieses Zeitabschnittes“ (Laudatio).
1989 erhielt er die Senator-Biermann-Ratjen-Medaille des Hamburger Senats, nachdem er bereits im Vorjahr mit der Medaille für Kunst und Wissenschaft der Freien und Hansestadt Hamburg ausgezeichnet worden war.
Hans Drescher war zweifacher Ehrendoktor (der Universitäten Kiel und Hamburg), Mitglied der Archäologischen Kommission für Niedersachsen und ab 1989 Ehrenmitglied des Vereins Deutscher Gießereifachleute sowie Ehrenmitglied des Vereins Deutsches Glockenmuseum.
Zu seinem 80. Geburtstag fand ein Fest-Kolloquium im Helms-Museum (Hamburg-Harburg) statt.

## Veröffentlichungen (Auswahl)
- Der Überfangguß. Ein Beitrag zur vorgeschichtlichen Metalltechnik. Verlag des Römisch-Germanischen Zentralmuseums, Mainz 1958.
- Der Guß von Kleingerät, dargestellt an Funden aus provinzialrömischen Werkstätten. Stockholm, 1973
- Neue Untersuchungen am Sonnenwagen von Trundholm und die Gußtechnik bronzezeitlicher Tierfiguren. In: Acta Arch. Nr.33 (1962) S. 39–62
- Metallhandwerk des 8. bis 11. Jahrhunderts in Haithabu auf Grundlage der Werkstattabfälle. In: Das Handwerk in vor- und frühgeschichtlicher Zeit. Teil II. Abhandlungen der Akademie der Wissenschaften in Göttingen, 1983
- Die Verarbeitung von Buntmetall auf der Heuneburg. In: Gersbach, E. Heuneburgstudien IX der Römisch-Germanischen Forschungen 53. Mainz: 1995
- Zur Technik bernwardinischer Silber- und Bronzegüsse. Hildesheim: Bernward-Verlag, 1993
- Tostedt: Die Geschichte einer Kirche aus der Zeit der Christianisierung. Hildesheim: 1985
- Studien zum Bronzeguss und zur Keramik im mittelalterlichen Lübeck. Hrsg.:Hans Drescher und Ulrich Drenkhahn. Rahden/Westf.: Leidorf, 2017 (Lübecker Schriften zur Archäologie und Kulturgeschichte 31). ISBN 978-3-86757-431-0.
- Der Bronzguß in Formen aus Bronze. In: ,Die Kunde' N.F. Bd.8 Hildesheim: 1957
- Untersuchungen zum Blei- und Zinnguß in Formen aus Stein etc. In: Karl Hauck, Frühmittelalterliche Studien 12. Berlin: 1978
- Bronzezeitliche Gießer im östlichen Mitteleuropa. Ergebnisse einer Studienreise in die Techoslowakei. In: Gießerei Bd.49. 1962 (p.817–822)
- Ausgrabungen in Haithabu: Das archäologische Fundmaterial, Teil 4, Berichte über die Ausgrabungen in Haithabu 19. Neumünster: Wachholz, 1984